# Хаджи-Хамзали
Хаджи-Хамзали (на македонска литературна норма: Хаџи-Хамзали) е село в Община Щип, Северна Македония.

## География
Селото е разположено в северната част на Конечката планина на 15 километра от град Щип.

## История
В XIX век Хаджи-Хамзали е турско село в Щипска кааза на Османската империя. Според статистиката на Васил Кънчов („Македония. Етнография и статистика“) от 1900 година Аджамзалци има 325 жители, всички турци.
След Междусъюзническата война в 1913 година селото попада в Сърбия.
На етническата си карта от 1927 година Леонард Шулце Йена показва Хаджи-Хамзали (Hadži-Hamzali) като турско село.